# Laxmannia minor
Laxmannia minor är en sparrisväxtart som beskrevs av Robert Brown. Laxmannia minor ingår i släktet Laxmannia och familjen sparrisväxter. Inga underarter finns listade i Catalogue of Life.